# كولونغا (تشاد)
كولونغا هي محافظة فرعية تابعة لمحافظة دار تاما بإقليم وادي فيرا في تشاد.